# نعيم العيدوني
نعيم العيدوني (بالفرنسية: Naïm Laidouni)‏ (24 سبتمبر 2002 بسانت شاموند في فرنسا - ) هو لاعب كرة قدم جزائري وفرنسي يلعب في مركز الدفاع يلعب في نادي أم صلال القطري.

## الحياة الشخصية
ولد في فرنسا وهو شقيق لاعب منتخب تونس لكرة القدم عيسى العيدوني.

## روابط خارجية
- نعيم لعيدوني على موقع قاعدة بيانات كرة القدم.إي يو (الإنجليزية)
- نعيم لعيدوني على موقع ليكيب (الفرنسية)
- نعيم لعيدوني على موقع Soccerway.com (الإنجليزية)
- نعيم لعيدوني على موقع عالم كرة القدم.نت (الإنجليزية)